# Motor s žárovou hlavou

Řez žárovým motorem:
1 - žárová hlava
2 - spalovací prostor
3 - píst
4 - kliková skříň

Žárový motor nebo motor s žárovou hlavou (vložkou) ve starší literatuře případně středotlaký motor je typ pístového spalovacího motoru, který se v současnosti prakticky nepoužívá. Konstrukcí a principem práce je velmi podobný vznětovému motoru s nepřímým vstřikem paliva. Kompresní poměr má obvykle v rozsahu 9 až 12, který není dostatečně vysoký na to, aby se sám spustil ze studeného stavu. Proto obsahuje žárovou komůrku, do které ústí vstřikovač paliva, propojený kanálem s hlavním prostorem válce. Tato komůrka je umístěna tak, aby mohla být ohřívána vnějším zdrojem tepla. Před spuštěním motoru je třeba komůrku nějaký čas zahřívat. Po spuštění motoru lze tepelný zdroj odstranit, protože motor je udržován spalováním směsi na dostatečné teplotě, aby mohlo dojít k vznícení paliva.
Žárový motor je obvykle konstruován jako jednoválcový. Může být čtyřdobý nebo dvoudobý.

## Historie
Žárový motor byl zkonstruován Herbertem Akroydem Stuartem na konci 19. století. První prototyp byl postaven v roce 1886 a produkce začala v roce 1891 ve firmě Richard Hornsby & Sons v Anglii.
Začátkem 20. století zaznamenaly vznětové motory prudký rozvoj a svými parametry žárové motory výrazně převýšily. Ve 30. a 40. letech 20. století o ně zájem prudce upadl a poslední větší výrobce ukončil jejich výrobu v 50. letech.

## Porovnání se vznětovým motorem
Mezi žárovým a vznětovým motorem jsou následující rozdíly:
1. Žárový motor má menší kompresní poměr z čehož vyplývá jeho menší termodynamická účinnost. Přesněji je to možné vidět analýzou vztahu pro idealizovaný Dieselův cyklus
2. Žárový motor používá k zapálení směsi teplo vytvořené kompresí vzduchu ve válci a zároveň teplo akumulované v žárové komůrce z předešlého spalování. Vznětový motor si vystačí teplem z komprese vzduchu.
3. Vstřikování paliva u žárového motoru probíhá ještě během sacího zdvihu, u vznětového těsně před koncem kompresního zdvihu. Z toho vyplývají nižší požadavky na vstřikovací zařízení žárového motoru, protože se vstřikuje do prostředí s mnohem nižším tlakem. Vstřikovací zařízení je proto jednodušší, levnější a spolehlivější.

## Vlastnosti
Mezi výhody motoru patří:
- Lehká a levná konstrukce, vyplývající z nízkého zatížení (nízké tlaky při kompresi a spalování),
- Možnost spalování těžkých paliv, které nelze použít v jiných motorech.

Nevýhodou je vysoká měrná spotřeba paliva.